# Novooleksandrivka, Krasnopillea
Novooleksandrivka (în ucraineană Новоолександрівка) este un sat în comuna Mezenivka din raionul Krasnopillea, regiunea Sumî, Ucraina.

## Demografie
Componența lingvistică a localității Novooleksandrivka
     Ucraineană (98,17%)
     Alte limbi (1,84%)
Conform recensământului din 2001, majoritatea populației localității Novooleksandrivka era vorbitoare de ucraineană (98,17%), existând în minoritate și vorbitori de alte limbi.